# Micraris collaris
Micraris collaris là một loài tò vò trong họ Ichneumonidae.